# Izvorul Tămăduirii
Izvorul Tămăduirii este o sărbătoare celebrată anual în ritul bizantin în Săptămâna Luminată, în prima vineri de după Paști.

## Legenda
Originea acestei sărbători se află în legenda unei minuni care s-ar fi petrecut lângă un izvor de lângă Constantinopol. Potrivit tradiției, un orb și-ar fi recăpătat vederea spălându-se pe ochi cu apa acestuia. Aici orbul ar fi ajuns călăuzit de viitorul (la acea vreme) împărat al Bizanțului Leon I (457- 474) – căruia îi ceruse apă – împăratul la rândul lui călăuzit și îndemnat fiind de glasul Maicii Domnului. Ajuns mai târziu în scaunul împărătesc, Leon I a construit la locul respectiv o biserică din zid (actualul edificiu datează din 1835).

## În tradiția românească
În această zi, în lăcașurile de cult după Liturghie, se face sfințirea aghesmei mici. În unele locuri există credința ca cei care beau aceasta sunt protejați de boli și duhuri rele pentru un an și se înzdrăvenesc. De asemeni uneori se mai păstrează obiceiul preoților de a merge în aceasta zi la izvoarele de apă pentru a le sfinți și, a le proteja de secare sau de adăpostirea duhurilor rele în preajma lor. De asemeni în unele zone prelații merg și fac stropirea caselor enoriașilor cu agheasma mică.
În tradiția populară ziua Izvorului Tămăduirii este considerată pentru săpătorii de fântâni cea mai spornică din an, deoarece apele sunt zbuciumate și zgomotoase, fiind mai ușor de găsit.